# 約束×No title
「約束×No title」（やくそく かける ノータイトル）はGReeeeNの33枚目のシングル。ZEN MUSICから2019年1月23日に発売された。

## 概要
2019年1月25日公開の映画「愛唄 -約束のナクヒト-」主題歌。フィーチャリングゲストとして、「LINEオーディション2017」総合グランプリ受賞者である高校生3人組バンド「No title」が参加。

## 収録曲
- 作詞・作曲 : GReeeeN

1. 約束×No title [4:20]
  - 映画『愛唄 -約束のナクヒト-』主題歌[3]
  - 2018年12月5日にLINE MUSICで先行配信された。
2. 460 〜YOUR SONG〜 [4:09]
  - 損保ジャパン ホッケー日本代表応援 ｢かけるひとへ｣篇 CMソング